# Phare d'Alviðruhamrar
Le phare d'Alviðruhamrar est un phare situé au sud du Mýrdalssandur et à l'ouest de l'embouchure de la rivière glaciaire Kúðafljót, dans la région de Suðurland.